# اسنوبردسواری

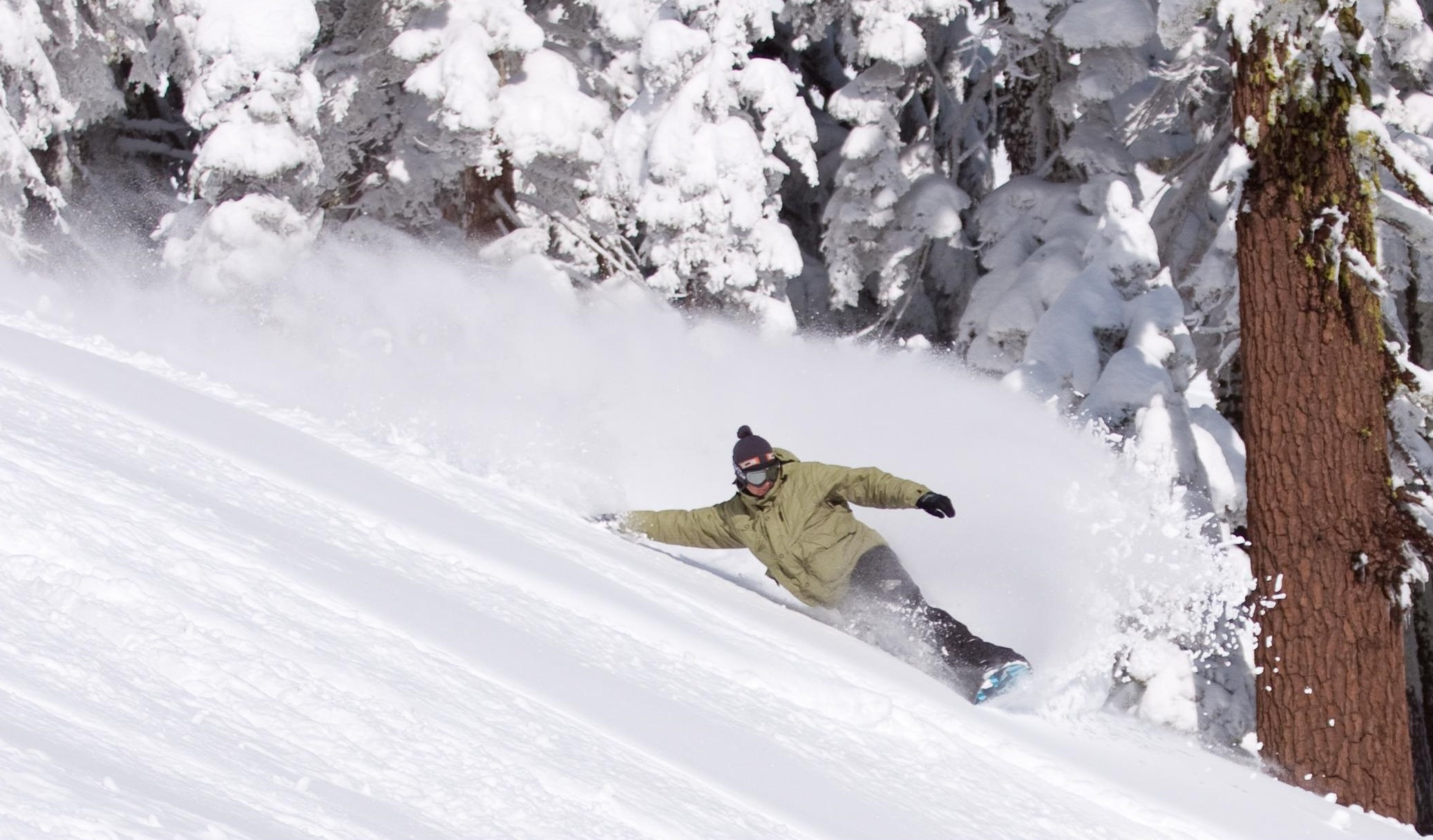
اسنوبردسواری

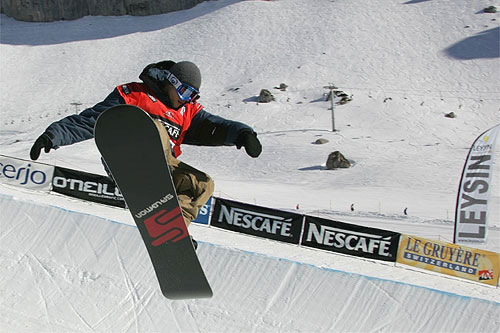
اسنوبردسواری

اسنوبُردسواری (به انگلیسی: Snowboarding) یک ورزش زمستانی است که در سطوح شیب‌دار پوشیده از برف انجام می‌شود.
این ورزش الهام گرفته از ورزش‌های اسکیت‌بوردینگ، موج‌سواری و اسکی است و در دهه ۱۹۶۰ میلادی در ایالات متحده آمریکا توسعه یافته و در سال ۱۹۹۸ به بازی‌های المپیک زمستانی اضافه شده‌است.